# Pull No Punches
Pull No Punches is de eerste demo van de Welshe band The Blackout. Deze werd nooit op cd uitgebracht, maar heeft lange tijd gestaan op de pagina van de band op MySpace. In de laatste weken was de demo daar tevens te downloaden.

## Tracklist
1. Wild Nights & Fist Fights
2. Go Burn City Hall To The Ground
3. Fashion Concious Suicide

## Trivia
- Het nummer Fashion Concious Suicide werd in 2006 opnieuw opgenomen en uitgebracht op het mini-album The Blackout! The Blackout! The Blackout!. Wild Nights & Fist Fights en Go Burn City Hall To The Ground werden in 2007 opnieuw opgenomen en verschenen op de B-kant van de singles van het nummer The Beijing Cocktail.
- De cover van de demo toonde een hand die enkele rozen vasthield. De hand was die van drummer Gareth Lawrence.